# Hausbaumaschine
Die Hausbaumaschine ist ein vom deutschen Architekten Ernst Neufert im Jahr 1943 entwickelter Entwurf einer halbautomatischen Anlage, um Häuser in Massenproduktion zu bauen.

## Idee
Die Hausbaumaschine stellte eine halbautomatische Anlage dar, welche sich auf Schienen fortbewegend, hinter sich einen aus Beton gegossenen fünfgeschossigen Zeilenbau unbegrenzter Länge hinterlassen sollte. Der erforderliche Beton sollte in großen Mengen angeliefert, mit handbetriebenen Seilwinden in das gerade zu erstellende Geschoss transportiert und dort in die Verschalung eingebracht werden. Nachdem alle Geschosse erstellt waren, sollte sich die Maschine auf ihren Schienen weiterbewegen, um das nächste Haus zu erstellen. Die Hausbaumaschine sollte so konstruiert sein, dass sie an jeder Baustelle erneut auf- und nach den Bauarbeiten wieder abgebaut werden kann, um zum nächsten Projekt transportiert werden zu können.
Auf diese Art sollten die im Zweiten Weltkrieg zerstörten Wohnungen schnellstmöglich wieder aufgebaut werden. Das Ziel von Neufert war, dass durch seine Hausbaumaschine 10 Wohnungen pro Woche, unabhängig von der Jahreszeit, erstellt werden können.

## Umsetzung
Der Entwurf wurde während des Krieges nicht mehr umgesetzt, jedoch inspirierte die Idee in den Nachkriegsjahren zahlreiche Architekten, den Entwurf in die Tat umzusetzen. Alle Versuche misslangen. Beispielsweise gab es in der DDR viele Todesfälle während der Erprobungsphase einer ähnlich gebauten Maschine, so dass letztlich diese Idee komplett verworfen wurde.